# Rhytidiadelphus triquetrus
Rhytiadelphus triquetrus és una espècie de molsa de la família de les Hylocomiaceae. Als Països Catalans és força comuna a l'estatge montà i subalpí.

## Característiques
És una molsa robusta que forma gespes extenses, de varis metres quadrats i pot desenvolupar caulidis rogencs que atenyen els 20 o rarament els 30 centímetres de longitud, fet que la converteixen en la molsa pleurocàrpica terrestre més gran d'Europa. Té caulidis irregularment pinnats, amb ramificacions horitzontals o ascendents, atenuades a l'àpex i generalment més llargues que en la resta d'espècies del gènere. Els fil·lidis caulinars fan entre 5 i 6 mil·límetres de llargada, són més grossos que els ramerals i presenten un nervi doble que arriba a 3/4 parts de la làmina. Tenen una base de forma ovato-lanceoada, són gradualment allargats i acaben en àpex agut de marge lleugerament dentat. Les cèl·lules superiors de la làmina són linear-el·lipsoidals i papil·loses, les basals són el·lipsoidals i les alars són curtes i amples de paret prima. Són plantes pleurocàrpiques, dioiques, rarament fèrtils. En estat humit i deshidratat, els fil·lidis estan disposats en totes direccions a diferències de Rhytidiadelphus loreus.

## Hàbitat
Habita boscos i matollars humits esclarissats no exposats al Sol sobre sòls calcaris i húmics d'arreu de l'hemisferi nord tot i que a la regió Mediterrània és menys comuna i es refugia en zones muntanyoses. Als Països Catalans és força comuna a l'estatge montà i subalpí al llarg dels Pirineus, Gironès, Garrotxa, Montseny. Apareix de forma molt rara al massís del Penyagolosa i a Mallorca.

## Galeria d'imatges

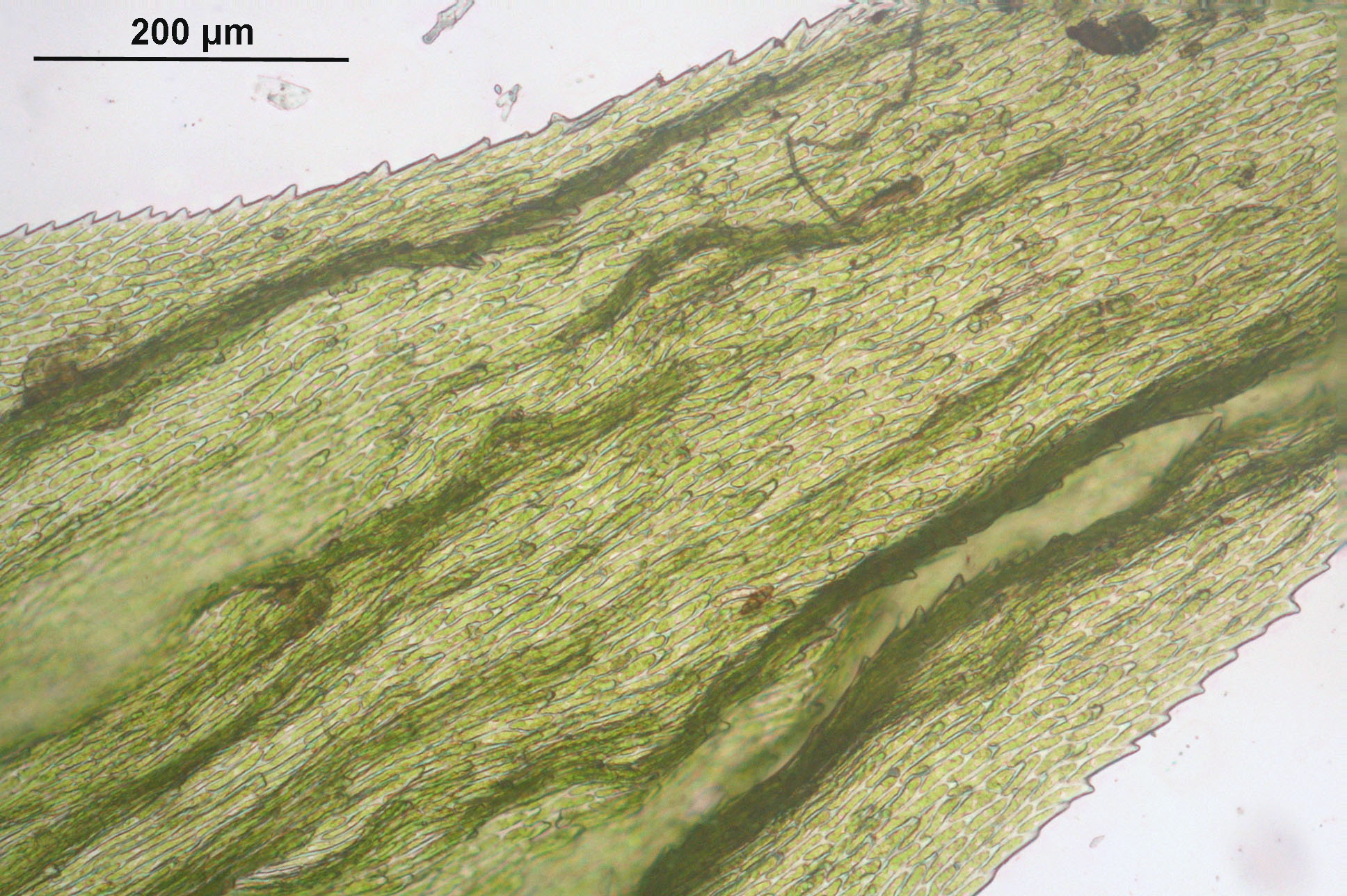
Fil·lidi observat a través d'un microscopi, s'observa el marge denticulat.
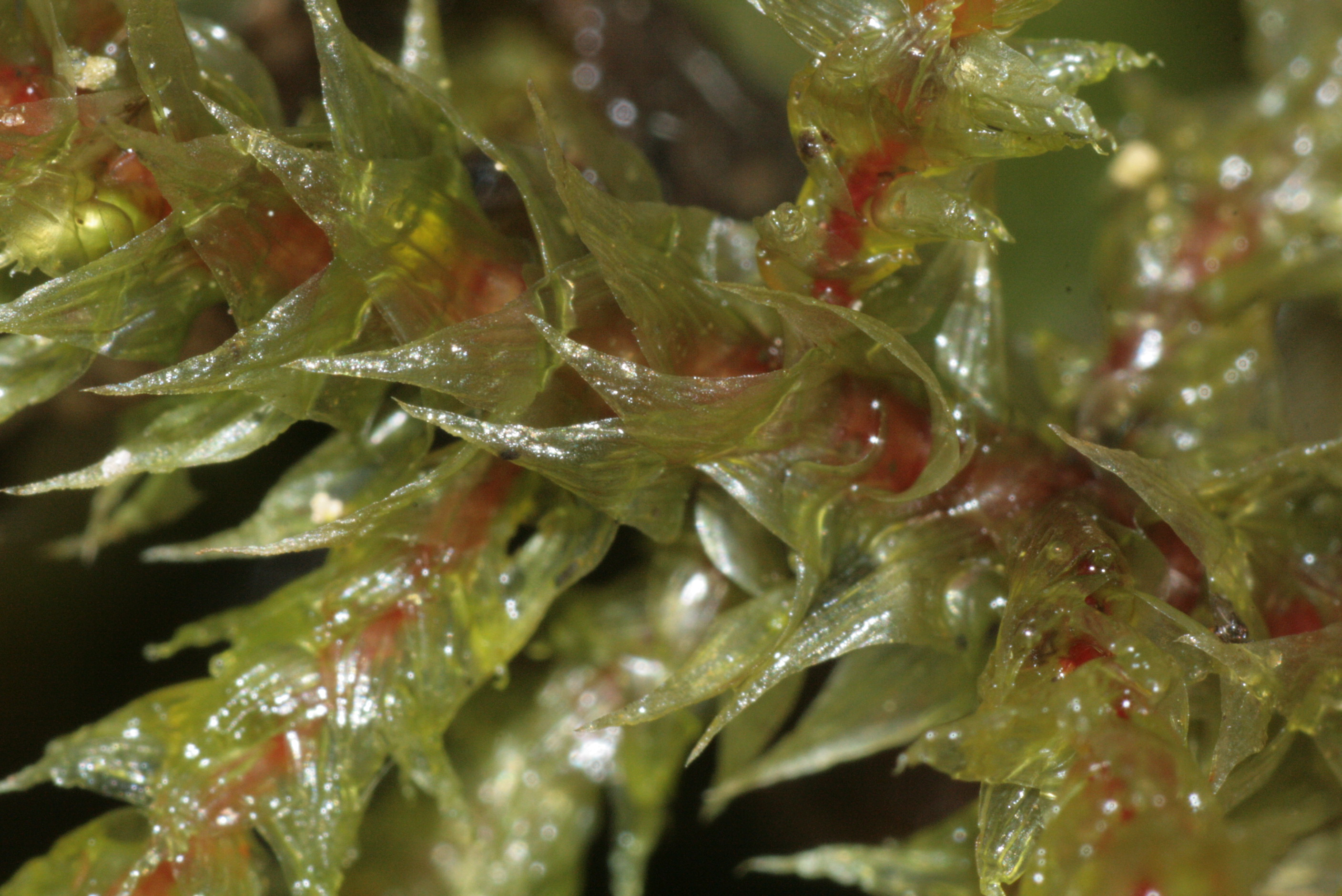
Detall d'un caulidi foliat.
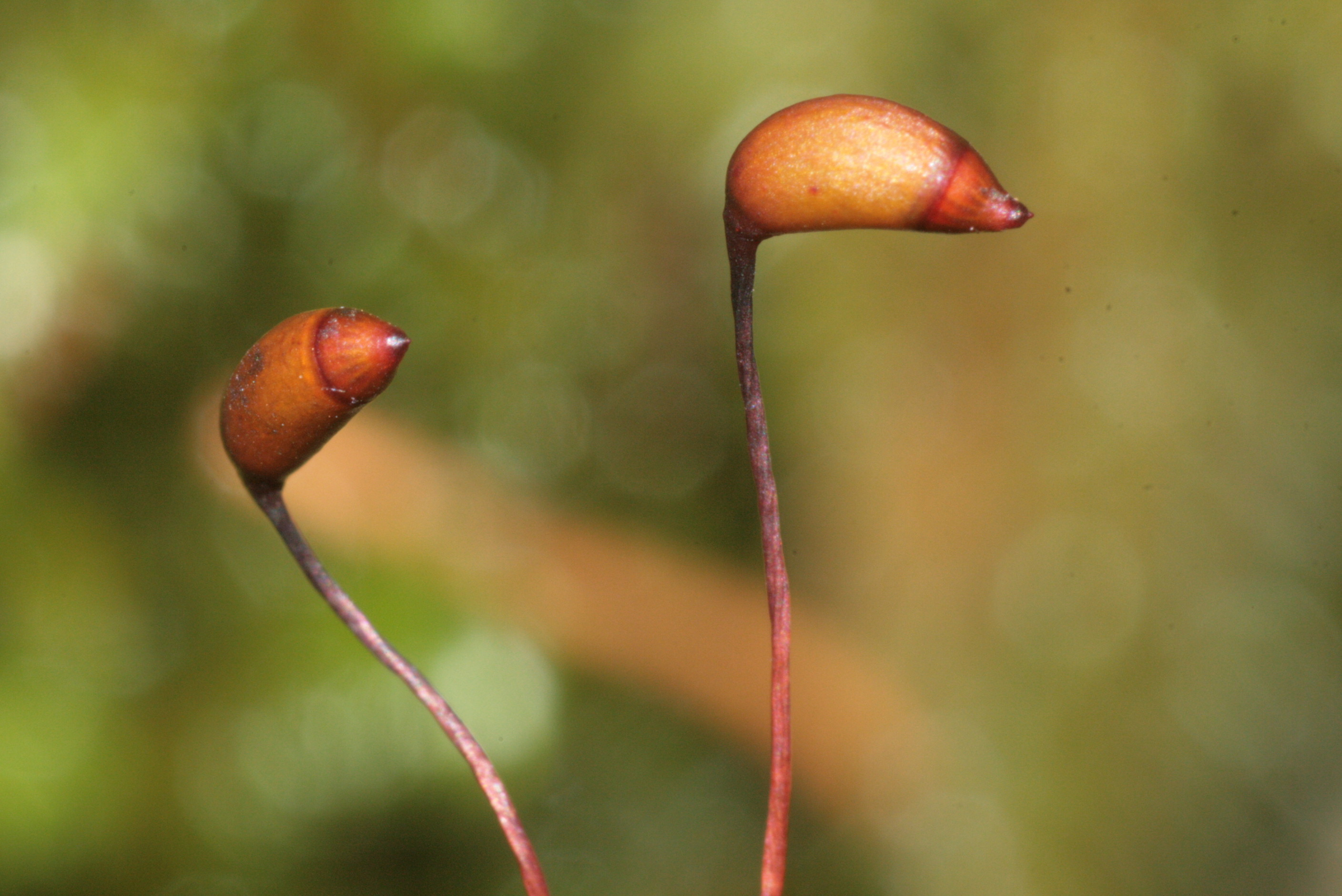
Detall de l'espòrofit.
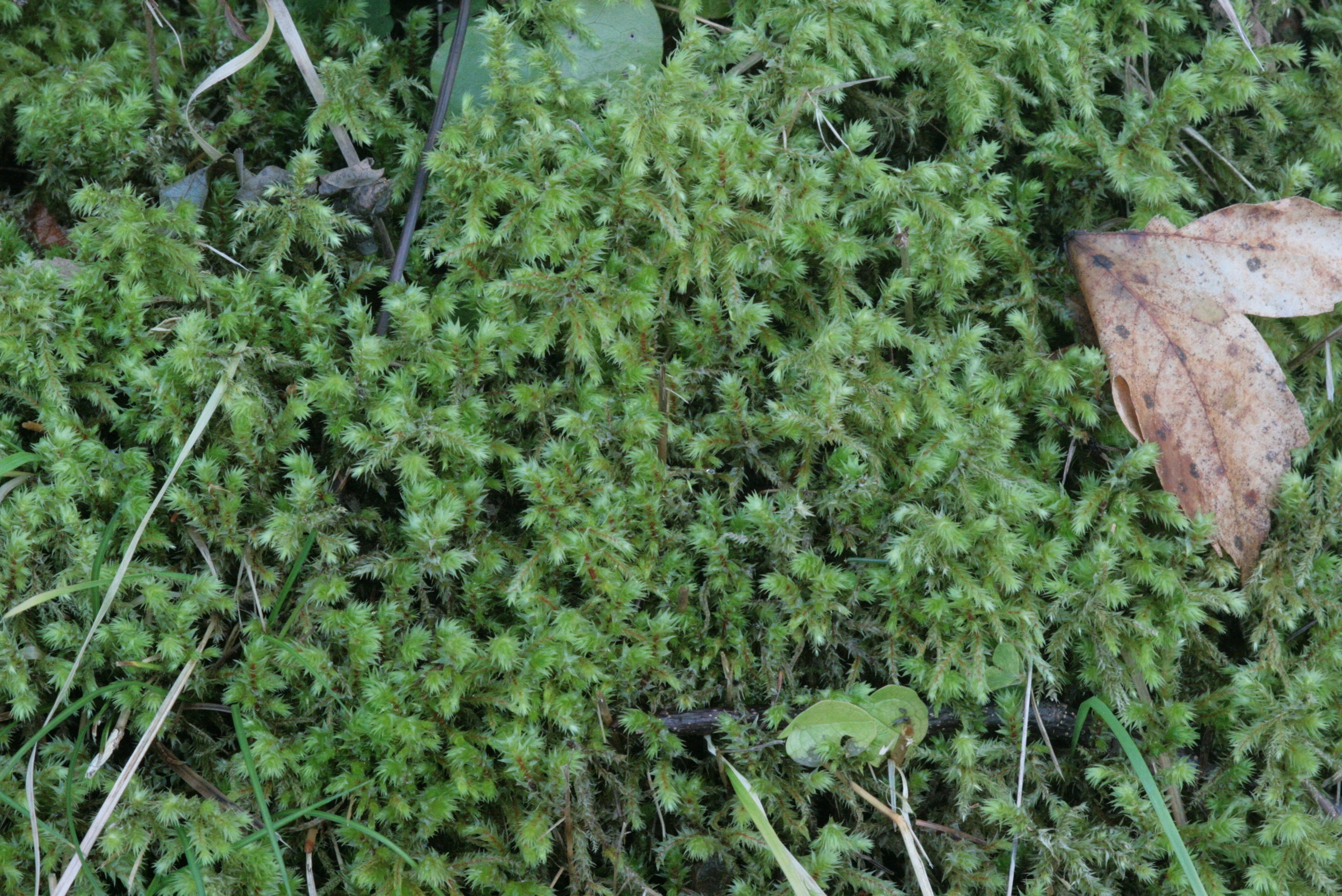
tapís de R. triquetrus en el seu hàbitat natural.